# متسانية الأنديز
متسانية الأنديز (الاسم العلمي:Isoetes andina) هو نوع من النباتات يتبع جنس المتسانية من فصيلة المتسانيات.